# 蓝光鳃鱼
蓝光鳃鱼（学名：Chromis caerulea或）为雀鲷科光鳃鱼属的鱼类。分布于红海、印度洋非洲东岸至太平洋中部、北至日本以及南海诸岛、海南岛等海域等，多生活于珊瑚礁的上方。